# یوکی اوموتو
یوکی اوموتو (ژاپنی: 大本 祐槻؛ زادهٔ ۲۴ سپتامبر ۱۹۹۴) یک بازیکن فوتبال اهل ژاپن است.
از باشگاه‌هایی که در آن بازی کرده‌است می‌توان به باشگاه فوتبال گیفو، باشگاه فوتبال توکوشیما ورتیس و باشگاه فوتبال و-واران ناگاساکی اشاره کرد.